# Zotero

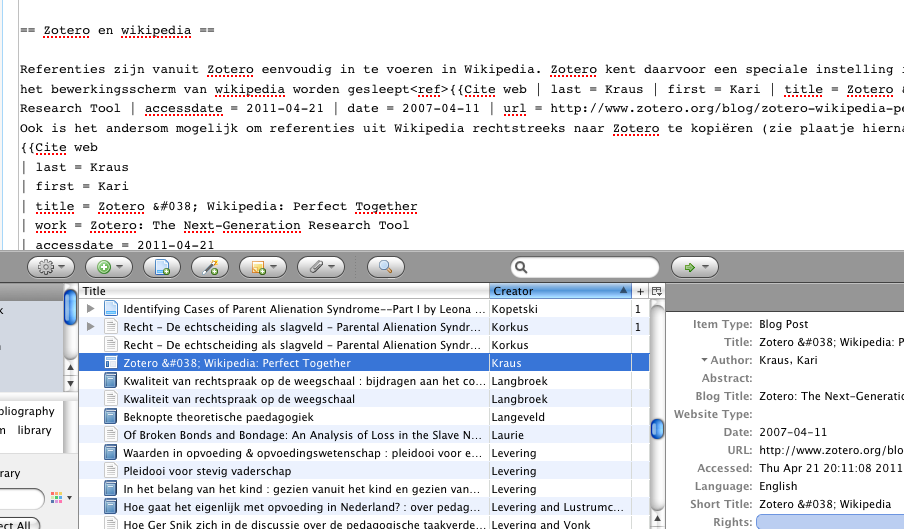
Zotero kan referenties specifiek naar Wikipedia exporteren. In dit plaatje een voorbeeld aan de hand van dit artikel.

Zotero is een referentiemanager die het mogelijk maakt referenties te beheren en uit te wisselen met bijvoorbeeld tekstverwerkingsprogramma's als Writer en Word. Zotero heeft ook een bijbehorende webbrowser extensie, genaamd Zotero Connector. De webbrowser kan hiermee bronnen opslaan in Zotero. Bij het bezoeken van de bron geeft de extensie dan de optie om een bron op te slaan, deze referentie wordt dan automatisch in Zotero geplaatst. Verdere metadata worden ook opgeslagen, zodat er een volledige bronvermelding van gemaakt kan worden; informatie zoals titel, auteur, datum, enzovoort. Vanuit het programma kunnen referenties naar bibliografieën worden uitgevoerd in verschillende formaten, zoals APA en MLA. Exporteren is ook mogelijk, bijvoorbeeld naar BibTeX zodat de verzamelde referenties gebruikt kunnen worden met LaTeX.
Het Nederlandse bibliothecaire catalogussysteem PiCarta heeft uitwisseling met Zotero mogelijk gemaakt. Dit geldt ook voor WorldCat.

## Zotero in Wikipedia
Referenties zijn vanuit Zotero eenvoudig in te voeren in Wikipedia. Zotero kent daarvoor een speciale instelling in het voorkeursmenu "export". Referenties kunnen dan rechtstreeks in het bewerkingsscherm van Wikipedia worden gesleept (zie ook het onderste plaatje hiernaast). Hetzelfde kan worden bereikt door in Zotero het item met de rechter muisknop aan te klikken, te kiezen voor exporteren en dan voor wikipediaformat.
Ook is het andersom mogelijk om referenties uit Wikipedia rechtstreeks naar Zotero te kopiëren (zie afbeelding hiernaast).

## Etymologie
De naam is afgeleid van het Albanese woord zotëroj (»iets snel begrijpen, meester worden«)